# Коломейцев, Николай Николаевич
Николай Николаевич Коломейцев (16 июля 1867, с. Покровка Херсонской губернии, — 6 октября 1944, Париж) — русский полярный исследователь, вице-адмирал, участник Цусимского сражения.

## Биография

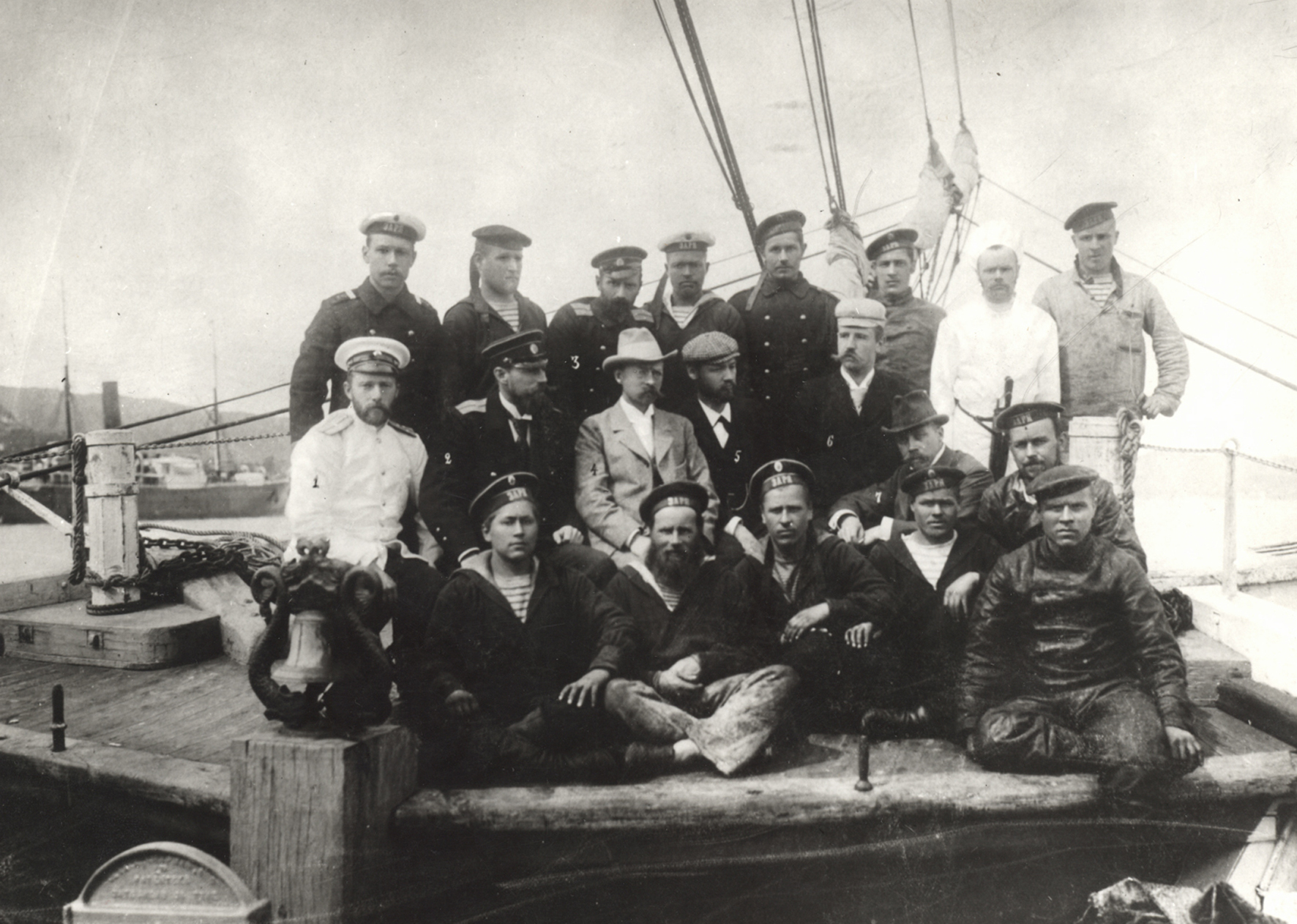
Команда шхуны «Заря»

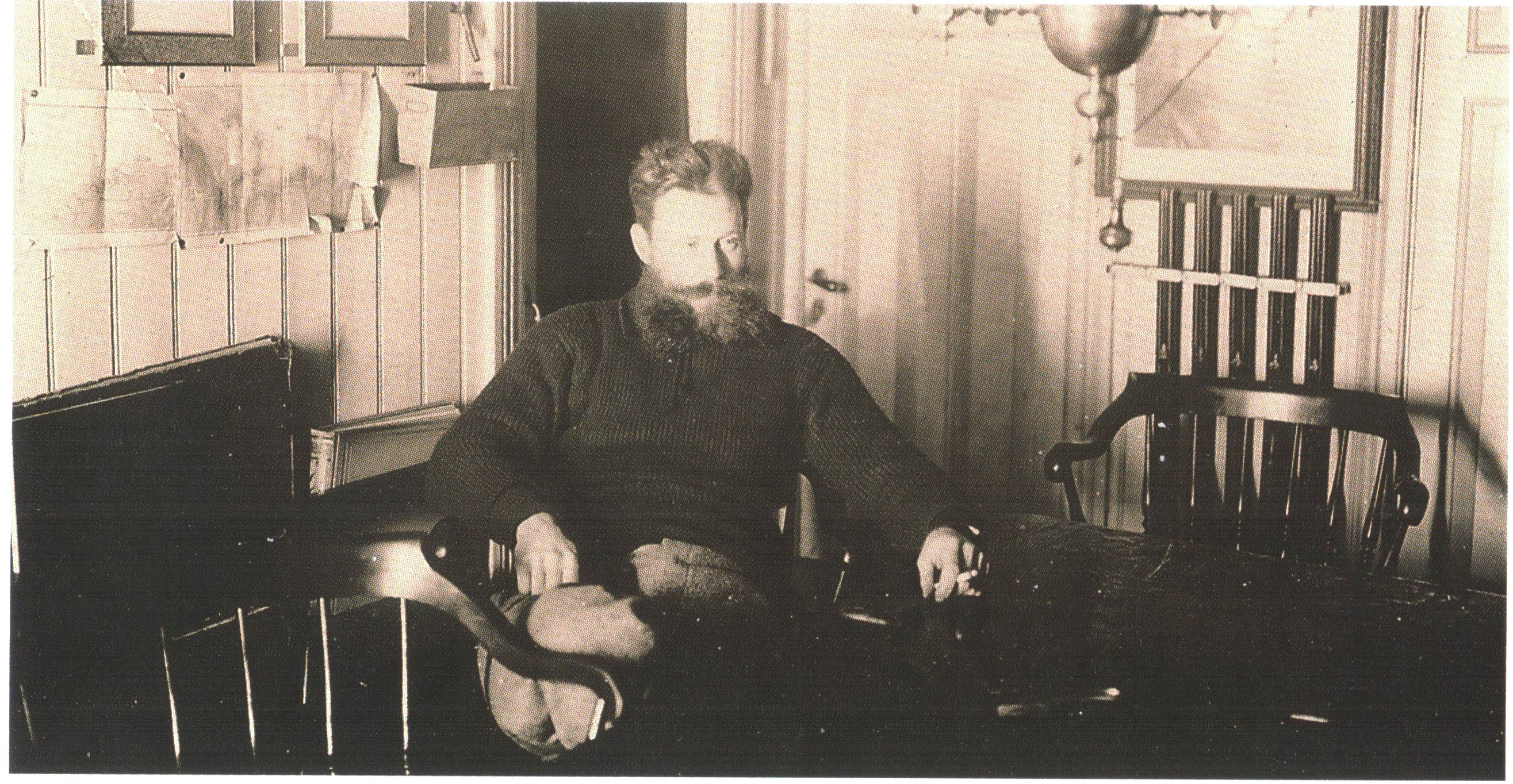
Командир яхты «Заря» лейтенант Н. Н. Коломейцев в кают-компании, 1900 г.

В 1884 году Поступил на русскую военную службу.
Морской офицер, получил звания:
- 29 сентября 1887 — Мичман.
- 13 декабря 1893 — Лейтенант «за отличие».
- 1896 — Минный офицер 1-го разряда.
- 6 декабря 1904 — Капитан 2-го ранга.
- 6 декабря 1909 — Капитан 1-го ранга «за отличие».
- 6 декабря 1913 — Контр-адмирал.
- 6 октября 1917 — вице-адмирал.

По окончании Морского корпуса в 1890—1891 гг. занимался гидрографическими работами в Отдельной съемке Белого моря.
В 1893 году привёл пароход «Лейтенант Овцын» из Великобритании в устье Енисея.
В 1894 году окончил Минный офицерский класс.
В 1894—1895 годах совершил плавание в Тихий океан на крейсере «Гайдамак».
23 октября 1899 года был приписан к Сибирскому флотскому экипажу.
В 1900—1901 годах — командир яхты «Заря» в полярной экспедиции Эдуарда Толля. Из-за разногласий с Толлем оставил судно и в начале 1901 года вместе со Степаном Расторгуевым за 40 дней прошёл около 800 километров к Гольчихе (Енисейская губа). По дороге открыл впадающую в Таймырский залив реку Коломейцева.
В 1902—1904 годах — командир ледокола «Ермак».
12 июля 1904 года — командир миноносца «Буйный» в составе 2-й Тихоокеанской эскадры.
14—15 мая 1905 года участвовал в Цусимском сражении. Подобрал с воды 204 человека команды на месте гибели броненосца «Ослябя». В 17.30 14 мая, заметив, что флагманский броненосец «Князь Суворов» потерял управление и объят пламенем, «Буйный» под командованием Коломейцева подошёл к наветренному борту «Суворова» и эвакуировал тяжело раненного вице-адмирала З. П. Рожественского и штаб 2-й Тихоокеанской эскадры (7 офицеров и 16 нижних чинов). В ночь с 14 на 15 мая находившиеся на борту миноносца офицеры штаба предложили приготовиться к сдаче в случае встречи с японскими кораблями. Когда Коломейцеву передали простыню для изготовления белого флага, он в негодовании выбросил её за борт. Во время сражения «Буйный» не получил существенных повреждений (единственное попадание японского снаряда в него пришлось выше ватерлинии в носовой части), но машины миноносца находились в плохом состоянии, уголь был на исходе. Поэтому З.П. Рожественский вместе со штабом перешёл на миноносец «Бедовый», который через несколько часов без боя сдался японскому миноносцу. Коломейцев вместе с экипажем своего корабля и спасенными с броненосца «Ослябя» перешел на крейсер «Дмитрий Донской», оставленный экипажем «Буйный» был затоплен. 15 мая на борту крейсера «Дмитрий Донской» Коломейцев участвовал с сражении с японскими кораблями, был тяжело ранен и после затопления крейсера попал в плен. Привлекался в качестве свидетеля к суду над адмиралом Рожественским, говорил чрезвычайно осторожно, опасаясь повредить подсудимым товарищам.
4 ноября 1906 — Старший офицер линейного корабля «Андрей Первозванный».
1908 — Окончил курс военно-морских наук Морской академии.
14 января 1908—1910 — Командир яхты «Алмаз».
15 ноября 1910 — 14 августа 1913 — Командир линейного корабля «Слава» (принял командование от капитана 1р. Э. Э. Кетлера 10 декабря 1910 г.).
6 декабря 1913 — Контр-адмирал.
12 мая — 24 декабря 1914 — Начальник бригады крейсеров Балтийского флота («Громобой», «Баян II», «Адмирал Макаров», «Паллада II»).
16 сентября 1915 — 31 марта 1917 — Командующий Чудской военной флотилией.
6 октября 1917 — Вышел в отставку с чином вице-адмирала.
Был арестован большевиками, помещён в Петропавловскую крепость.
В конце 1918 года бежал по льду Финского залива в Финляндию, после чего отправился к Чёрному морю.
Состоял в Добровольческой армии и Вооружённых силах Юга России, где командовал черноморскими ледоколами.
Эмигрировал во Францию.
Член правления Союза бывших морских офицеров. Вице-председатель Союза георгиевских кавалеров во Франции.
Был сбит в Париже американским армейским грузовиком 6 октября 1944 года. Погребен на кладбище Сент-Женевьев-де-Буа.

## Семья
- Супруга Нина Дмитриевна Набокова (1860—1944) — сочеталась с Коломейцевым вторым браком (первый брак был с полковником Е. А. Раушем фон Траубенбергом). Брак был заключён 12 июля 1909 года. Она была тётей писателя В. В. Набокова, Коломейцев упомянут в мемурах Набокова «Другие берега». Именно Николай Николаевич должен был быть секундантом В. Д. Набокова в не состоявшейся дуэли с редактором «Нового времени» М. А. Сувориным. Вечером 17 октября 1911 убедившись, что Суворин не намерен публично принести извинения, Коломейцев вручил вызов, но получил отказ[6]. Нина Дмитриевна скончалась в Париже 28 сентября 1944 года за несколько дней до гибели мужа.

## Отличия
- Серебряная медаль «за спасение погибающих» (1890) и бант к ней (1893)
- Французский орден Короны Камбоджи офицерского знака (1895)
- Орден Святой Анны III степени (20.5.1895)
- Серебряная медаль в память Царствования Императора Александра Третьего (1896)
- Золотая медаль «за спасение погибающих» (1896)
- Серебряная медаль в память Священного Коронования Их Императорских Величеств (1898)
- Бронзовая медаль в память военных событий в Китае (1902)
- Орден Святого Станислава III степени с мечом (26.3.1904)
- Орден Святого Владимира IV степени с мечами и бантом (11.10.1904)
- Светло-бронзовая медаль в память войны с Японией 1904—1905 годов (1906)
- Золотая сабля «за храбрость» (8.1.1906)
- Орден Святого Георгия IV степени (8.7.1907)
- Королевский Викторианский орден IV степени (1908)
- Золотой знак в память окончания полного курса наук Морского корпуса (1910)
- Светло-бронзовая медаль в память 300-летия царствования дома Романовых (1913)
- Орден Святого Владимира III степени (1913)
- Французский орден Почётного легиона командорского креста (1914)
- Светло-бронзовая медаль в память 200-летия Гангутской победы.
- Орден Святого Станислава I степени (10.4.1916)

## Именем Н. Н. Коломейцева названы
- Бухта Коломейцева (Карское море, Берег Харитона Лаптева, бухта обследована в 1901 году участниками Русской полярной экспедиции, тогда же было присвоено название)[7].
- Острова Коломейцева (Карское море, архипелаг Норденшельда, острова обследованы экспедицией Гидрографического управления ГУСМП на гидрографическом судне «Норд» под руководством А. И. Косого, тогда же присвоено название)[7];
- Пролив Коломейцева (Карское море, шхеры Минина, название присвоено в 1967 году в честь Н. Н. Коломейцева, открывшего этот пролив в 1901 году)[7].
- Река Коломейцева (Карское море, Таймырский залив, река открыта в 1901 году Н. Н. Коломейцевым, тогда же названа участниками Русской полярной экспедиции по фамилии первооткрывателя)[7].
- Гора[8] на острове Расторгуева
- В 1972 году именем Н. Коломейцева названо советское гидрографическое судно проекта «Дмитрий Овцын» (в эксплуатации в 1972—2009 годах)[9][10].